# Prevediños
Prevediños (llamada oficialmente Santiago de Prevediños) es una parroquia española del municipio de Touro, en la provincia de La Coruña, Galicia.

## Límites
Limita al norte con la parroquia de Bama, al sur con Vilar y al este con Fuentes-Rosas y Enquerentes.

## Entidades de población
Entidades de población que forman parte de la parroquia:
- Castro (O Castro)
- Corneda
- Insua
- Millares Pequeno
- Mince
- Noaio
- O Renque
- Quintás
- Sanguñedo

## Demografía
| Gráfica de evolución demográfica de Prevediños entre 2000 y 2019 |
|                                                                  |
| Datos según el nomenclátor publicado por el INE.                 |

## Patrimonio

### Arquitectura religiosa
- Iglesia de Santiago.
- Casa Rectoral de Santiago.
- Capilla de Nuestra Señora de la Purificación.
- Capilla del Perpetuo Socorro.
- Capilla de Brandelos.

### Arquitectura civil y popular
- Muíño dos Verdiás.
- Muíño de Romeo.
- Muíño de Santos.
- Muíño de Noaio.
- Muíño de Curro.
- Muíño da Calviña.
- Muíño do Barranco.
- Muíño de Sapeira.
- Muíño do Cavelo.
- Pazo de Mince.
- Lavadero del Chapote.

## Recursos Naturales

### Fluviales
- Catarata de Mince.
- Catarata do Barranco.
- Fuente de Brandelos
- Fuente de aguas ferruginosas de Jesús Botana.

### Boscosos
- Entorno de Brandelos
- Robledal de la Zanqueta.
- Castañal del Barranco.

### Áreas recreativas
- Área Recreativa de Brandelos